# Abdelkader Allali
Abdelkader Allali (arabisch عبد القادر علالي, DMG ʿAbd al-Qādir ʿAllālī) ist ein marokkanischer Klimatologe.
Er schloss zunächst 1984 ein Studium der Agronomie an der Universität in Rabat ab, 1985 erhielt er ein Diplom des Faches Physische Geographie an der Sorbonne in Paris. Mit einer Arbeit über die Dynamik des marokkanischen Klimas beendete er 1995 seine Promotion.
Allali erforscht Prozesse in Küstengebieten, Süßwasser und Schnee sowie in den Bereichen Land- und Forstwirtschaft. Er arbeitet für das marokkanische Ministerium für Landwirtschaft, ländliche Entwicklung und Forstwirtschaft.
Allali wurde in den Weltklimarat IPCC berufen und war im Jahr 2007 als Vice-Chair der Arbeitsgruppe II „Impacts, Adaptation and Vulnerability“ in verantwortlicher Position an der Erstellung des Vierten Sachstandsberichts beteiligt.
| Personendaten    | Personendaten              |
| ---------------- | -------------------------- |
| NAME             | Allali, Abdelkader         |
| KURZBESCHREIBUNG | marokkanischer Klimatologe |
| GEBURTSDATUM     | 20. Jahrhundert            |